# ناريمان الصابوري
ناريمان الصابوري ممثلة عراقية من مواليد محافظة البصرة، وهي ابنة عائلة فنية معروفة. مثلت في العديد من المسلسلات العراقية والخليجية والعربية، قامت بأول دور لها عام 2010 في مسلسل الحب أولا وشاركت بعدها في مسلسل أبو طبر ووكر الذيب والمسلسل الكوميدي سبايكي 1 وسبايكي 2 وأجزاء المسلسل الكوميدي حامض حلو. وقد نالت جائزة لاحسن عمل عام 2013.

## بدايتها
تميّزت بعفويتها حيث دخلت عالم الفن من دون تكلّف وسارت بخطى ثابتة وجريئة. استطاعت أن تحقق حضورا على الشاشة الفضية وأن تحتل مكانة مميزة في عالم مليء بالمنافسة. وجودها وسط كبار الفنانين العراقيين اعطاها حافزا معنويا كبيرا وانطلقت أثناء دراستها الطب عام 2010 من مسلسل الحب اولا من سوريا مع المخرج جلال كامل، ومسلسل بيوت الصفيح مع المخرج بسام سعد، وفي 2011، شاركت في أكثر من عمل فني منهم مسلسل أبو طبر وطائر الجنوب ووكر الذيب.

## الدراما العربية
شاركت ناريمان الصابوري في العديد من الأعمال التلفزيونية التي صورت بين العراق والأردن وسوريا ولبنان، وشاركت في المسلسل الكوميدي زهرة البنفسج (2013) مـن تأيف ريما خريبيط وإخراج فيصل بني الـمـرجـه ويضم نخبة من نجوم الوطن العربي أحمد راتب وسوسن بدر وربيع الأسمر وايضا دور تراجيدي في مسلسل أيام الخلود (2012) الذي أخرجه علي أبـو سيف وألفه صباح عطوان الـمـسـلـسـل يضـم نخبة من نجوم العرب سهير فهد وعادل عفانه، ومسلسل سبارتاكوس بالعربي (2013) من تأليف وإخراج كارو اراراد والذي شارك به العديد من الممثلين العرب وصور في الأردن. في عام 2023، شاركت في الجزء الرابع من مسلسل حامض حلو، ومسلسل بلاغ نهائي وهو من إخراج سلطان خسروه وتدور أحداثه في منطقة العباسية خلال فترة سبعينيات وثمانينيات القرن الماضي، وفي عام 2024، شاركت في الجزء الخامس من مسلسل حامض حلو الذي عرض في رمضان 2024 على منصة شاهد وMBC العراق.

## أعمالها

### التلفزيون
- 2010: بيوت الصفيح شخصية هنادي
- 2010:الحب اولا شخصية مها
- 2011: أبو طبر شخصية الماز
- 2011: سبايكي شخصية مروة
- 2011: طائر الجنوب شخصية جمارة
- 2011: رائحة العاكول شخصية خديجة[16]
- 2011: صرخة التراب شخصية نرجس
- 2011: وكر الذيب شخصية فرحه
- 2011: حربي وكمر شخصية حنان
- 2012: سبايكي 2 شخصية مروة[3]
- 2012: أيام الخلود شخصية صبا
- :2012: ميم ميم شخصية سرى[17]
- 2013: سبارتاكوس بالعربي شخصية شاميرام.[11]
- 2013: زهرة البنفسج شخصية شهد
- 2023: بلاغ نهائي شخصية نزهة[18]
- 2023: حامض حلو (الجزء الرابع)
- 2024: حامض حلو (الجزء الخامس)

### السينما
- 2020: The Blind Eyes (بالعربية: عيون الاعمى، فيلم قصير)

## جوائز
تم تكريمها مع نخبة من نجوم العرب بجائزة أفضل عمل عربي لعام 2013 عمان.

## حياتها
تنتمي ناريمان الصابوري إلى عائلة فنية حيث إن أشقاءها هما المخرج أمجد الصابوري الذي يعمل في عدة قنوات عربية والمونتير راني الصابوري وشقيقتها الصغرى اديان الصـابـوري التي مثلت عدة أدوار مميزة.

## وصلات خارجية
- ناريمان الصابوري على موقع IMDb (الإنجليزية)
- ناريمان الصابوري على موقع قاعدة بيانات الأفلام العربية
- ناريمان الصابوري  على فيسبوك.